# Oenochroma quadrigramma
Oenochroma quadrigramma är en fjärilsart som beskrevs av Lucas 1900. Oenochroma quadrigramma ingår i släktet Oenochroma och familjen mätare. Inga underarter finns listade i Catalogue of Life.